# Someone Somewhere (in Summertime)
Someone Somewhere (in Summertime) è un singolo del gruppo musicale britannico Simple Minds, pubblicato il 5 novembre 1982 come terzo e ultimo estratto dall'album New Gold Dream (81-82-83-84).
La sua performance nella classifica britannica fu notevolmente più scarsa dei due precedenti successi della band, piazzandosi alla posizione nº36 e rimanendo in classifica per 5 settimane. Tuttavia, è diventato uno dei preferiti dal vivo. È acclamato come uno dei brani più popolari dell'album.
La canzone entrò in classifica anche in Irlanda raggiungendo la posizione nº19.
Mel Gaynor fu il batterista della canzone, con Kenny Hyslop e Mike Ogletree come ulteriori batteristi della sessione per New Gold Dream (81-82-83-84). Nessun video promozionale fu realizzato per l'uscita della canzone, visto che il gruppo si stava preparando per un imminente tour nel Regno Unito.

## Tracce
Testi e musiche dei Simple Minds.

### 7"
Lato A
1. Someone Somewhere (in Summertime) - 4:35

Lato B
1. King Is White and in the Crowd - 5:18

### 12"
Lato A
1. Someone Somewhere (in Summertime) (Extended Version) - 6:02

Lato B
1. King Is White and in the Crowd - 5:18
2. Soundtrack for Every Heaven - 5:55

### CD (1990)
1. Someone Somewhere (in Summertime) - 6:06
2. King Is White and in the Crowd - 5:18
3. Soundtrack for Every Heaven - 4:55

## Classifiche
| Classifica (1982) | Posizione massima |
| ----------------- | ----------------- |
| Australia         | 51                |
| Irlanda           | 19                |
| Regno Unito       | 36                |